# 如体寺 (加須市)
如体寺（にょたいじ）は、埼玉県加須市にある真言宗智山派の寺院。

## 歴史
1582年（天正10年）、法印教山によって開山された。ただ何度も火災に遭っていることもあり、詳細は不明である。
当寺には、1753年（宝暦3年）に作成された檀家の榎本家の座席簿を所蔵している。榎本家は檀家の総代であり、行事があった際に誰がどこに座るべきかを記したものである。当時の地域社会を知るうえで貴重な歴史的資料である。

## 交通アクセス
- 花崎駅より徒歩26分。